# Rochebaudin
Rochebaudin ist eine französische Gemeinde mit 119 Einwohnern (Stand 1. Januar 2022) im Département Drôme in der Region Auvergne-Rhône-Alpes; sie gehört zum Arrondissement Nyons und zum Kanton Dieulefit.

## Geografie
Rochebaudin liegt auf einer mittleren Höhe von 611 m unterhalb des 971 m hohen Serre-Dur im Süden des Départements Drôme.
Der Ort ist acht Kilometer (12 Autokilometer) nördlich von Dieulefit und 25 Kilometer östlich von Montélimar entfernt. Nachbargemeinden sind Félines-sur-Rimandoule, Pont-de-Barret, Dieulefit, Le Poët-Laval und Eyzahut.

## Geschichte
Die älteste bekannte urkundliche Erwähnung als Rochabaudunum stammt aus dem Jahr 1332. Die Einwohner werden les Rochebaudinois bzw. Rochebaudinoises genannt. 
Der Ort ist eine ehemalige Festung der Grafen von Valentinois. Später gelangte sie zur Grafschaft Clermont. Der abseits gelegene Ort und die Kirche blieben in den Hugenottenkriegen ab 1562 relativ unversehrt.
Rochebaudin ist heute ein beliebter Ausgangspunkt für Bergwanderungen und eine regionale Marienwallfahrtsstätte.

### Bevölkerungsentwicklung
| Jahr                       | 1911 | 1962 | 1968 | 1975 | 1982 | 1990 | 1999 | 2006 | 2016 |
| Einwohner                  | 276  | 72   | 106  | 68   | 74   | 69   | 111  | 120  | 121  |
| Quellen: Cassini und INSEE |      |      |      |      |      |      |      |      |      |

## Sehenswürdigkeiten
- Die romanische Kapelle Notre-Dame-de-Sénisse, eine ehemalige Klosterkirche aus dem 12. Jahrhundert, 1833 restauriert. Sie war schon im Mittelalter eine Marien-Wallfahrtsstätte, vor allem vom 5. Mai bis 1. August. Zeitgenössischen Berichten nach galt es den Bewohnern der Region als eine Ehre, auf dem Friedhof neben der Kapelle beigesetzt zu werden. Der heutige Wallfahrtstag ist der 15. August, Mariä Himmelfahrt.[1] Die Kapelle ist seit 1926 als nationales Architekturerbe gelistet.[2]
- Überreste zweier Burgen aus dem Mittelalter auf Felsspornen oberhalb von Rochebaudin.
- Mittelalterlicher Dorfkern mit alter Steinbrücke.

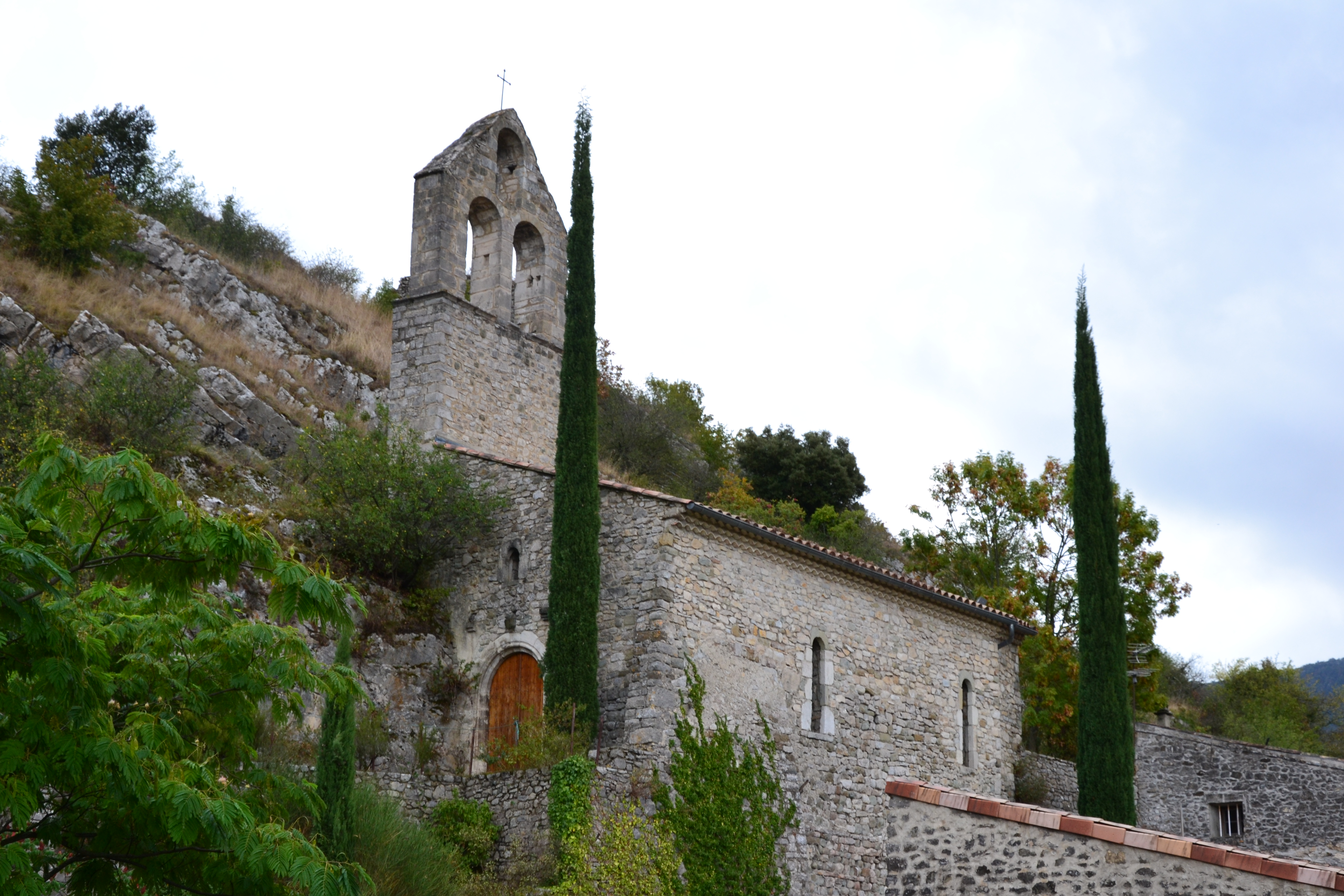
Kapelle Notre-Dame-de-Sénisse
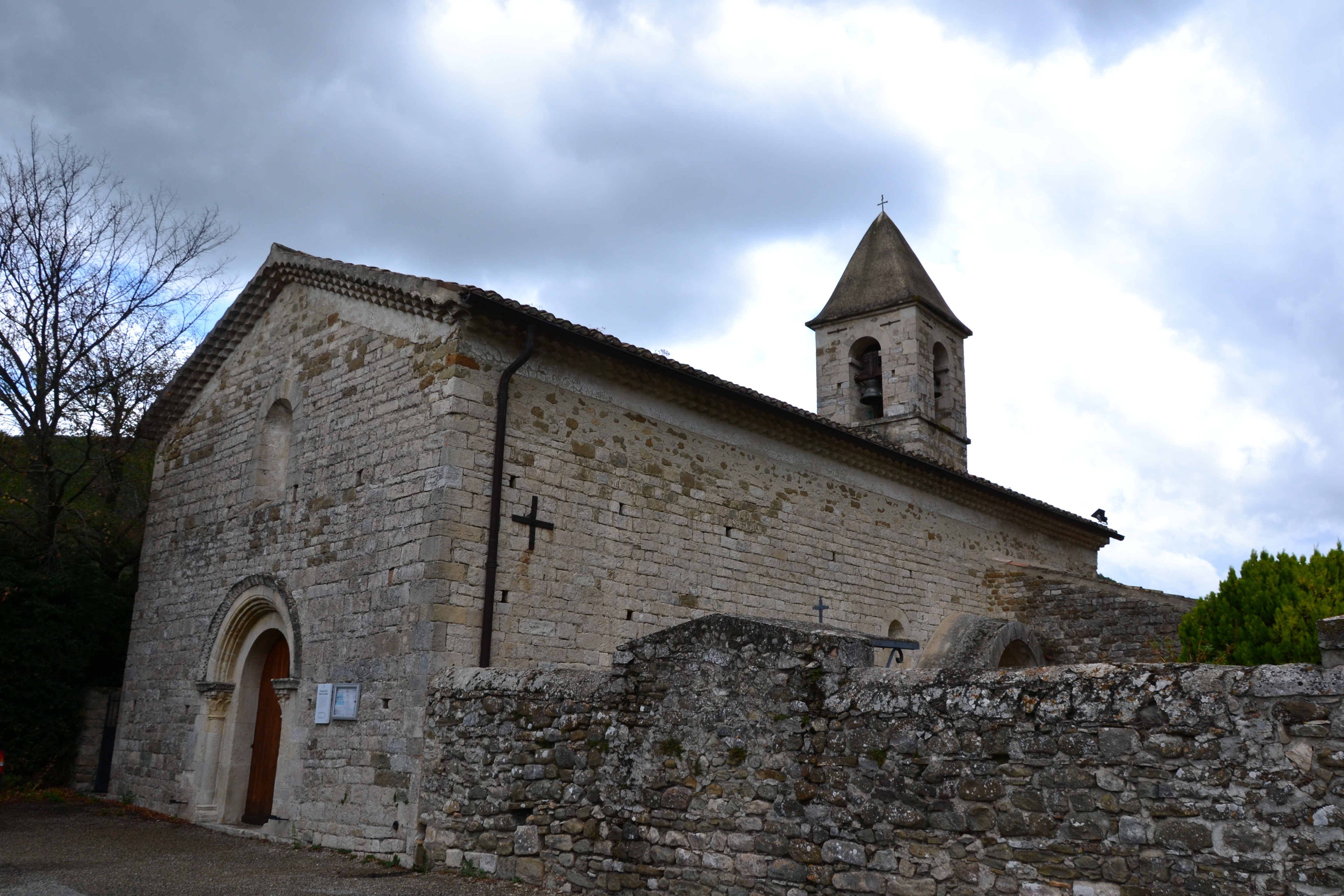
Kirche Notre-Dame-de-Sénisse
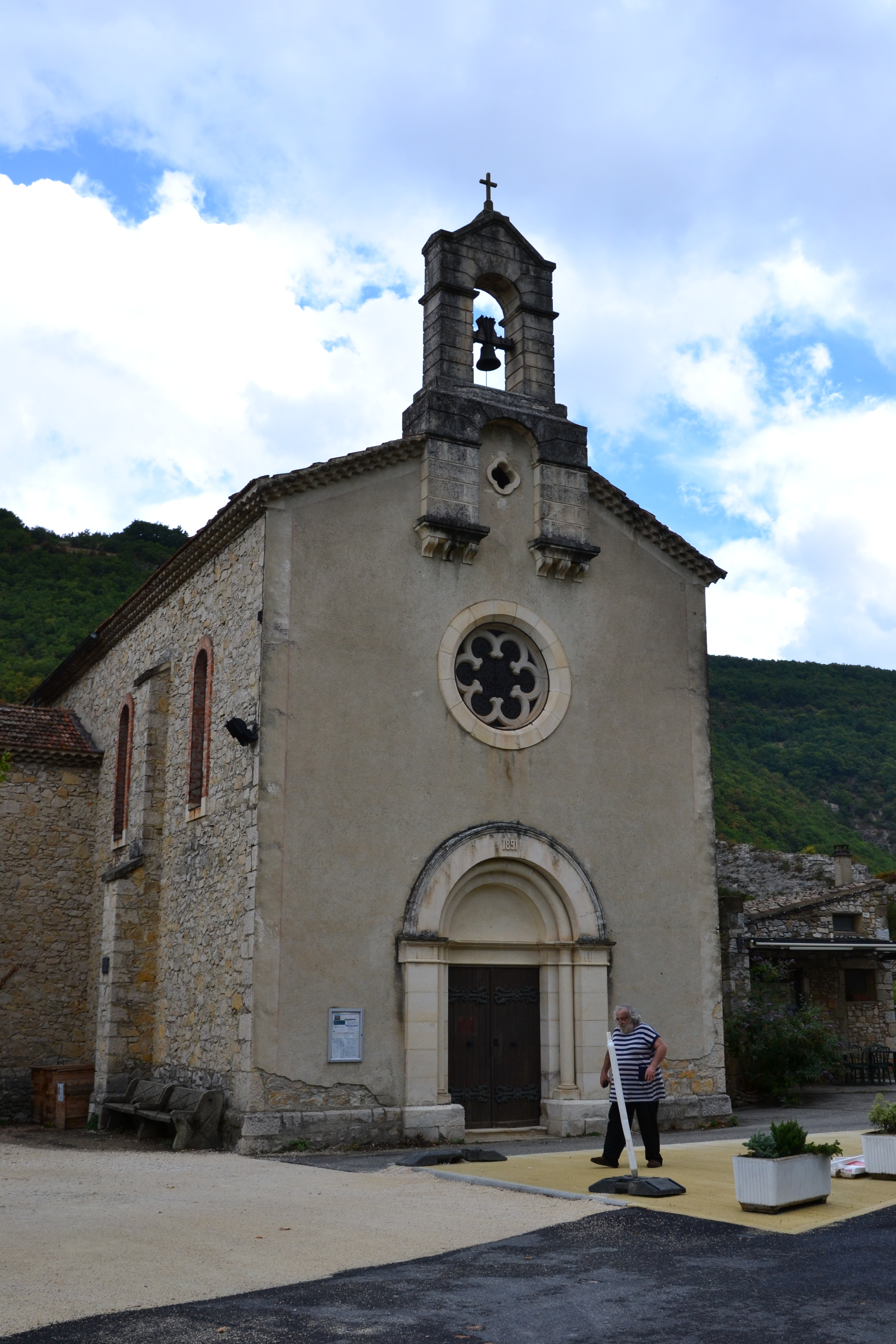
Kirche Saint-Roch